# 福格爾曼鎮區 (阿肯色州克里坦登縣)
福格爾曼鎮區（英語：Fogleman Township）是位於美國阿肯色州克里坦登縣的一個行政鎮區。

## 地方資料
福格爾曼鎮區的面積為191.06平方千米，當中陸地面積為186.47平方千米，而水域面積為4.56平方千米。根據2010年美國人口普查的數據，當地共有人口1029人，而人口密度為每平方千米5.39人。